# Christoph Wiener-Pucher
Christoph Wiener-Pucher (* 8. Oktober 2006 in Graz) ist ein österreichischer Fußballtorwart.

## Karriere
Wiener-Pucher begann seine Karriere beim SV Thal. Im April 2016 wechselte er zum Grazer AK. Zur Saison 2019/20 wechselte er in die Jugend des SK Sturm Graz, bei dem er ab der Saison 2020/21 auch sämtliche Altersstufen in der Akademie durchlief. Im März 2023 stand er gegen den Floridsdorfer AC erstmals im Kader der Zweitmannschaft der Grazer, kam aber noch nicht zum Einsatz. Im November 2023 stand er, weiter ohne Einsatz für die Zweitmannschaft, gegen Raków Częstochowa auch ein erstes Mal im Kader der ersten Mannschaft der Steirer.
Im August 2025 gab Wiener-Pucher schließlich sein Debüt für Sturm II in der 2. Liga, als er am ersten Spieltag der Saison 2025/26 gegen den SKU Amstetten in der Startelf stand.